# Associated Oil Company
L'Associated Oil Company est une compagnie pétrolière et gazière américaine fondée le 7 octobre 1901 et dont le siège social se trouve à San Francisco. Elle dessert une grande partie de la côte ouest du Pacifique, y compris Hawaï, ainsi que l'Orient. Elle fusionne avec la Tide Water Oil Company (en) en 1938. 